# Nicola Piovani
Nicola Piovani (Roma, 26 de mayo de 1946) es un compositor, director de orquesta y pianista italiano, que en 1998 ganó el Óscar a la «mejor banda sonora original dramática» por la partitura de La vida es bella, película de Roberto Benigni.
Después de la secundaria, Piovani se matriculó en la Universidad Sapienza de Roma.
En 1967 recibió su licenciatura en piano en el Conservatorio Verdi (en Milán). Después estudió orquestación con el compositor griego Manos Chatzidakis (1925-1994).
En los años setenta, Piovani trabajó con Fabrizio De André para crear canciones populares.
Entre sus obras más populares está la banda sonora de la película Intervista (de Federico Fellini), la segunda de sus tres colaboraciones con el famoso director (las otras son Ginger y Fred, y La voce della luna. Años más tarde, compuso un ballet titulado Balletto Fellini.
En 2000, su galardonado partitura de La vida es bella fue nominada para un premio Grammy en la categoría «mejor composición instrumental escrita para una película, televisión u otros medios visuales», pero perdió ante Randy Newman.
El 21 de mayo de 2008, en el Festival de Cine de Cannes, a la luz de su reciente trabajo con directores franceses ―en particular Danièle Thompson, Philippe Lioret y Éric-Emmanuel Schmitt―, el ministro francés de Cultura le dio el título de Caballero de la Orden de las Artes y las Letras.
Hasta la fecha, Piovani tiene en su haber más de 130 bandas sonoras.
Ha musicalizado Querido diario y La habitación del hijo de Nanni Moretti y recibió el premio César por la música de la película L’equipier.
En 1998 incursionó en la ópera, con La Pietá y La isla de la luz.
Sin embargo, ha dicho que «demasiadas músicas de película puede convertir a un compositor en una especie de mercenario, en cambio en el teatro la música es sobre todo artesanía».
En consecuencia, trabaja principalmente en teatro musical, y también compone conciertos y música de cámara.
Hace varios años corrió un rumor de que Nicola Piovani era un seudónimo del conocido compositor Ennio Morricone (1928−2020), un hecho que Piovani utiliza humorísticamente al hablar en público.

## Premios y distinciones
Premios Óscar
| Año  | Categoría                  | Película         | Resultado |
| ---- | -------------------------- | ---------------- | --------- |
| 1999 | Mejor banda sonora - Drama | La vida es bella | Ganador   |